# Adam, az első
Az Adam, az első (eredeti cím: Adam the First) 2024-es amerikai filmdráma, amelyet Irving Franco írt és rendezett. A Nova Vento Entertainment forgalmazásában 2024. február 14-én mutatták be Amerika egyes mozijaiban, 2024. május 14-én pedig az Electric Entertainment kínálatában jelent meg. Magyarországon a HBO Max mutatta be 2024. augusztus 1-én.

## Cselekmény
Gyermekkorában az apa, James azt mondja Adamnek, hogy nem ő a vér szerinti apja. Az anyja, Mary szintén nem a vér szerinti anyja. A csecsemőt az erdőben találták meg ruha és bármilyen üzenet nélkül, csak egy iránytű volt nála. Adam tinédzserként nem jár iskolába, lakókocsiban él nevelőszüleivel, és a környékbeli erdőben vadászik. Az egyik ilyen túrán találkozik egy férfival az erdőben, akit fegyverrel fenyegetőzve elkerget. Még aznap este a rendőrség rajtaüt a család lakókocsiján. Adam szülei lövöldözésbe keveredik a rendőrökkel, ami végül a halálukhoz vezet; átadnak a tinédzsernek egy cetlit, amelyen három lehetséges apa neve szerepel. Adam útnak indul, hogy megtalálja őket.

## Szereplők
| Szerep             | Színész         | Magyar hang       |
| ------------------ | --------------- | ----------------- |
| Adam               | Oakes Fegley    | Tóth Márk         |
| James              | David Duchovny  | Rékasi Károly     |
| Jacob Jr.          | T.R. Knight     |                   |
| Jacob #3           | Larry Pine      | Dézsy Szabó Gábor |
| Jacob Watterson #2 | Jason Dowies    |                   |
| Jacob #1           | Eric Hanson     | Papp Dániel       |
| A fejvadász        | Billy Slaughter | Simon Kornél      |
| Julio              | Gerardo Davila  | Szabó Máté        |

### Magyar változat
- Magyar szöveg: Vajda Evelin
- Felvevő hangmérnök: Lipics Balint
- Keverő hangmérnök és vágó: Kiss Pál
- Gyártásvezető: Bogdán Anikó
- Szinkronrendező: Pócsik Ildikó

A szinkront a MAHIR Szinkron Kft. készítette el.

## A film készítése
2022. október 31-én jelentették be, hogy David Duchovny lesz a főszereplő Oakes Fegley és T.R. Knight mellett. A filmet Mississippiben forgatták.